# Famille Edelsheim-Gyulai
La famille Edelsheim-Gyulai de Marosnémethi et Nádaska (en hongrois : marosnémethi és nádaskai Edelsheim-Gyulai ; en allemand: von Edelsheim-Gyulai) est une famille aristocratique austro-hongroise.   

## Origines
Elle est née de l'adoption de Léopold von Edelsheim (hu) par le comte Ferencz Gyulai et son épouse la comtesse Antonia Wratislav-Mitrowsky, sans enfants.

## Membres notables
- Baron Léopold von Edelsheim-Gyulai (hu) (1826–1893), premier du nom. Général de cavalerie KuK, il est titré baron en 1882.
- Comte Léopold von Edelsheim-Gyulai (hu) (1863–1928), avocat spécialisé dans la protection de l'enfance, il était également artiste peintre.
- Comte Léopold von Edelsheim-Gyulai (hu) (1888–1981), frère de la suivante.
- Comtesse Ilona Edelsheim-Gyulai (en) (1918–2013), épouse de István Horthy, fils de l'amiral Miklós Horthy, régent du Royaume de Hongrie de 1920 à 1944.